# Silves Futebol Clube
O Silves Futebol Clube é um clube Português, localizado na cidade de Silves, distrito de Faro. Com um historial consistente desde 1919, ano fundação, o clube promove o desporto em várias modalidades.

## História
Nos princípios de 1919, começou a esboçar-se a criação do Silves Foot-ball Club, à inglesa, como era usual na época. Os exemplos vindos de Portimão e Lagos, onde haviam nascido o Portimonense e o Esperança, contribuíram em boa parte para a (histórica) decisão de formar uma colectividade desportiva na cidade. A 4 de Abril, um conjunto de personalidades de Silves fundou o Silves Futebol Clube.
O seu actual presidente é Carlos Placa. A equipa de seniores nos últimos anos tem alternado entre o Campeonato de Portugal (Terceira Divisão), e o campeonato Distrital do Algarve.
Sendo um clube com algum peso histórico na região, os jogos que despertam mais interesse, são com vizinhos, nomeadamente,o Esperança de Lagos, o Portimonense, Farense e mais recentemente com o Lagoa e com os vizinhos intra-concelhios como os Armacenenses e a União Desportiva Messinense.

#### O Estádio "Dr. Francisco Vieira"
O Silves passou a disputar os seus jogos no terreno onde hoje se situa o estádio em 1922, por deferência do Dr. Francisco Vieira e o primeiro encontro que ali se realizou terá sido um Silves – Glória ou Morte (com a vitória dos locais por 2-1), em 22 de Agosto do referido ano, em homenagem a Gago Coutinho e Sacadura Cabral.
Durante a Assembleia Geral de 23 de Março de 1943 que elegeu os proprietários sócios honorários, foi igualmente decidido que a partir daquela data, o recinto passaria a denominar-se Estádio Dr. Francisco Vieira.
Gradualmente renovado, o recinto passaria a dispor de balneários e do arrelvamento do campo em 1987. Actualmente, e após os danos provocados pelo tornado de 16 de Novembro de 2012, foi instalado um relvado sintético que permite o desenvolvimento de uma prática desportiva com qualidade a todos os atletas.

## O Emblema
O desenho original do conhecido pintor algarvio Samora Barros chegou até aos nossos dias sem alterações: com a forma de escudo de corpo branco, orlado a preto, adoptou como símbolo representativo o Castelo, significando a nobreza e a tradição da cidade, tendo ao centro por baixo linhas sinuosas a dar ideia das águas do Rio Arade, sob as quais se dispõem em coroa S.F.C.

## Hino
Clube da nossa cidade
Que nos enche o coração
Motivo da nossa vaidade
Cuja história nos dá razão
Lutamos pela vitória
som respeito e valentia
Muitos momentos de glória
Para recordar um dia
Somos do silves, clube com tradição
Que luta até ao fim, para ser o campeão
Mostrar em campo, em qualquer modalidade
O suor na camisola, para orgulho da cidade
Grandes e muitas vitórias
Ilustram o palmarés
Muitas ilustres glórias
Do futebol português
Respeito e humildade
E vontade de vencer
Silves és a verdade
Silves Silves até morrer
(bis)
Somos do silves, clube com tradição
Que luta até ao fim, para ser o campeão
Mostrar em campo, em qualquer modalidade
O suor na camisola, para orgulho da cidade
Autoria e letra: António Alfarrobinha.
Música: António Alfarrobinha.

## Grupos organizados de apoio
- Mancha Negra (anos 80);
- Diabos Negros (anos 90);
- Os Pitbull (2005 - 2009);
- Ultras Silves (2000-2004) >(2018)

## Palmarés
- III Divisão Série F: 2004/05

Participações na II Divisão Nacional (II Liga):
Épocas: 1949/50, 1962/63, 1980/81, 1983/84, 1985/86, 1987/88, 1988/89, 1989/90

###### Outros (Distrital, antiga 3ºdivisão e II Divisão B):
2014/2015
- Campeão (Seniores)
- Vencedor Taça (Infantis)
2012/2013
- Vice-Campeão (Seniores)
- Campeão (Juniores A)
2009/2010
- Campeão (Seniores)
2001/2002
- Campeão II Divisão Distrital (Seniores)
1989/1990
- Vice-Campeão (Seniores)
- Vencedor da Taça (Seniores)
1984/1985
- Campeão (Seniores)

## Equipamento
A equipa enverga equipamento da marca Adidas.